# Julien Fouchard
Julien Fouchard (Coutances, 20 augustus 1986) is een Frans voormalig wielrenner, die beroeps was tussen 2009 en 2014. Hij reed zijn gehele carrière voor Cofidis. Voordat hij professional werd won hij diverse juniorwedstrijden, waaronder de Chrono des Herbiers (U23).

## Belangrijkste overwinningen
2009
- 2e etappe Ronde van Bretagne
- Eindklassement Ronde van Bretagne

## Resultaten in voornaamste wedstrijden
| Jaar | Ronde van Italië | Ronde van Frankrijk | Ronde van Spanje |
| ---- | ---------------- | ------------------- | ---------------- |
| 2010 | 119e             |                     |                  |
| 2011 |                  |                     | 137e             |
| 2012 |                  | 149e                |                  |
| 2013 |                  |                     |                  |
| 2014 |                  |                     |                  |

| Jaar | Gent-Wevelgem | Ronde van Vlaanderen | Parijs-Roubaix | Parijs-Tours |  | Wereldranglijsten |
| ---- | ------------- | -------------------- | -------------- | ------------ |  | ----------------- |
| 2010 |               |                      | opgave         |              |  | 182e (UWK)        |
| 2011 |               |                      |                | 69e          |  |                   |
| 2012 | 23e           |                      | 69e            | 140e         |  |                   |
| 2013 | opgave        |                      |                |              |  |                   |
| 2014 |               | opgave               | 60e            |              |  |                   |